# Hudhayl ben Jálaf ben Razín
Hudhayl ben Jálaf ben Lubb ben Razín Izz-ad-Dawla (Albarracín, siglo XI - Albarracín, 1044), miembro de la familia Banu Razín, fue el primer soberano de la taifa de Albarracín, desde aproximadamente 1013 hasta su muerte.
Hijo de un tal Jálaf ibn Lubb, era miembro de una familia de origen amazig muy arabizada que había llegado a la península ibérica en los primeros momentos de la conquista musulmana. Los Banu Razín dominaban la zona de Albarracín desde tiempo antes de la fitna.
Al final del conflicto entre el califa Hisham II (976-1009 y 1010-1013) y Sulaimán al-Mustaín (1009-1010 y 1013-1016), se mostró partidario del segundo y este lo confirmó como señor de los territorios que ya gobernaba. Sin embargo, a partir de 1013 fue distanciándose de los problemas del califato y limitándose a gobernar sus territorios de la manera lo más independiente posible. No adoptó apelativos pretenciosos sino que se hizo nombrar háyib, lo que le permitía ejercer el poder de hecho sin oponerse de una manera frontal a la posibilidad del poder teórico de un eventual califa. Llevó el título de Izz-ad-Dawla (Fuerza de la Dinastía).
Consiguió un cierta prosperidad económica para su estado, favorecido por su situación en un lugar estratégico para el comercio entre las poderosas taifas de Zaragoza y Toledo y cercana y relacionada con la deseada taifa de Valencia. Su largo reinado, de más de treinta años, significó una época de paz y florecimiento de las artes en su pequeño reino.
Pese a ello, debió enfrentarse a las ambiciones de los tuyibíes y hudíes de la Taifa de Zaragoza, que controlaban al norte fortalezas en el Jiloca como Daroca y Burbáguena y pretendieron anexionarse el pequeño reino. A pesar de la prosperidad y éxito de Hudhayl en extender su taifa en la primera mitad del siglo XI, las fuentes árabes aluden a su excesiva dureza e incluso crueldad.
Murió en su capital, Shantamariyya al-Xarq (actual Albarracín) en 1044, siendo sucedido por su hijo Abd al-Malik Ibn Hudayl.